# Прайзеггер, Игнац
Игнац Прайзеггер (нем. Ignaz Preisegger; 14 января 1824, Брукк-ан-дер-Мур — 2 июля 1881, Клагенфурт-ам-Вёртерзе) — австрийский художник-портретист.

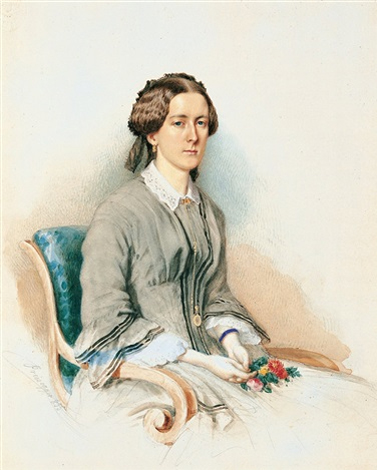

## Биография
Игнац Прайзеггер родился 2 июля 1881 года в Брукк-ан-дер-Муре.
С 1838 по 1849 годы Прайзеггер учился в Государственной академии рисования во дворце Штубенберг в Граце у Йозефа Августа Старка и Йозефа Эрнста Туннера.
После окончания учебы он поселился в Каринтии в качестве вольнонаемного художника.
Он временно проживал в Венеции в 1850-х годах.
Прайзеггер в основном занимался портретной живописью; кроме этого занимался пейзажной живописью, созданием религиозных произведений: одна из его работ — главный алтарь церкви Св. Руперта в Клагенфурте.